# Przykazanie miłości
Przykazanie miłości – według Ewangelii dwa przykazania zestawione ze sobą przez Jezusa Chrystusa: miłości do Boga i miłości bliźniego. Zwane są też największym przykazaniem. Ewangelie przedstawiają przykazanie miłości jako centralny motyw etyki Jezusa. 

## Treść i kontekst biblijny
Ustanowienie największego przykazania występuje w relacji ewangelii synoptycznych. W 22 rozdziale Ewangelii Mateusza Jezus został zapytany przez faryzeuszy, które przykazanie w Prawie jest największe:
Odpowiedział: Będziesz miłował Pana Boga swego całym swoim sercem, całą swoją duszą i całym swoim umysłem. To jest największe i pierwsze przykazanie. Drugie podobne jest do niego: Będziesz miłował swego bliźniego jak siebie samego. Na tych dwóch przykazaniach opiera się całe Prawo i Prorocy.
Podobny epizod ma miejsce w Ewangelii Marka oraz w Ewangelii Łukasza.
W relacji Mateusza i Marka Jezus odpowiada na klasyczny dylemat prawny poruszany przez żydowskich nauczycieli, a dotyczący priorytetów w stosowaniu Prawa. U Łukasza pytanie jest kontynuacją historii bogatego młodzieńca i poprzedzone przez pytanie o życie wieczne, natomiast kontynuacją jest przypowieść o miłosiernym Samarytaninie, będąca jednocześnie interpretacją przykazania miłości bliźniego.
Oba przykazania zacytowane przez Jezusa pochodzą z Pięcioksięgu, w przypadku Ewangelii Mateusza niemal dosłownie cytując tekst Septuaginty. Źródłem przykazania miłości Boga jest fragment Księgi Powtórzonego Prawa, będący częścią Szema, codziennego wyznania wiary pobożnych Żydów.
Będziesz miłował Pana, Boga twojego, z całego swego serca, z całej duszy swojej, ze wszystkich swych sił.
Z kolei źródłem przykazania miłości bliźniego był fragment Księgi Kapłańskiej, zwany Kodeksem Świętości: 
Nie będziesz szukał pomsty, nie będziesz żywił urazy do synów twego ludu, ale będziesz miłował bliźniego jak siebie samego.
Jezus połączył oba przykazania zgodnie z rabiniczną zasadą gezerach szawah, która pozwala łączyć dwa wersety przy pomocy jednego słowa. W tym przypadku chodziło o tryb rozkazujący czasownika kochać.
Przykazanie miłości występuje także w Ewangelii Jana, tam jednak Jezus nie cytował już Tory, ale wystąpił jako twórca własnego, nowego przykazania:
Przykazanie nowe daję wam, abyście się wzajemnie miłowali, tak jak Ja was umiłowałem; żebyście i wy tak się miłowali wzajemnie.
W ujęciu Janowym przykazanie nawiązuje nie tyle do miłości innych ludzi, co do miłości samego Jezusa do uczniów. Wygłoszenie przykazania nastąpiło po obrzędzie umycia nóg i było skierowane do uczniów, co być może stanowiło odpowiedź na brak solidarności we wspólnocie. Ale przede wszystkim miało ono odniesienie do zbliżającej się śmierci Jezusa, który w swej mowie pożegnalnej do uczniow w czasie Ostatniej Wieczerzy powtarza nowe przykazanie, a w następnym zdaniu mówi: 
Nikt nie ma większej miłości od tej, gdy ktoś życie swoje oddaje za przyjaciół swoich.

## Nawiązania
Motyw miłości wywodzący się z nowego przykazania występował niejednokrotnie w pismach Jana i jest kluczowy do zrozumienia jego teologii. Pisze on m.in.:
Po tym poznaliśmy miłość, że On oddał za nas życie swoje. My także winniśmy oddać życie za braci.
Paweł Apostoł podsumował w Liście do Rzymian (Rz 13,9-10) przykazania z Dekalogu w podobny sposób jak Jezus, podsumowując, że Miłość jest doskonałym wypełnieniem Prawa.
Połączone przykazanie miłości jest też cytowane w drugim wersecie Didache.
Katechizm Kościoła Katolickiego z 1992 przywołuje przykazanie miłości jako wstęp i streszczenie Dekalogu.